# C6orf62
O quadro de leitura aberta 62 do cromossoma 6 (C6orf62),  também conhecida como proteína 12 ativada por X-trans (XTP12), é um gene que codifica uma proteína de mesmo nome. Prevê-se que a proteína codificada tenha uma localização subcelular dentro do citosol.